# Batracomorphus hecuba
Batracomorphus hecuba är en insektsart som beskrevs av Knight 1983. Batracomorphus hecuba ingår i släktet Batracomorphus och familjen dvärgstritar. Inga underarter finns listade i Catalogue of Life.